# یوتی‌سی ۱۴:۰۰+

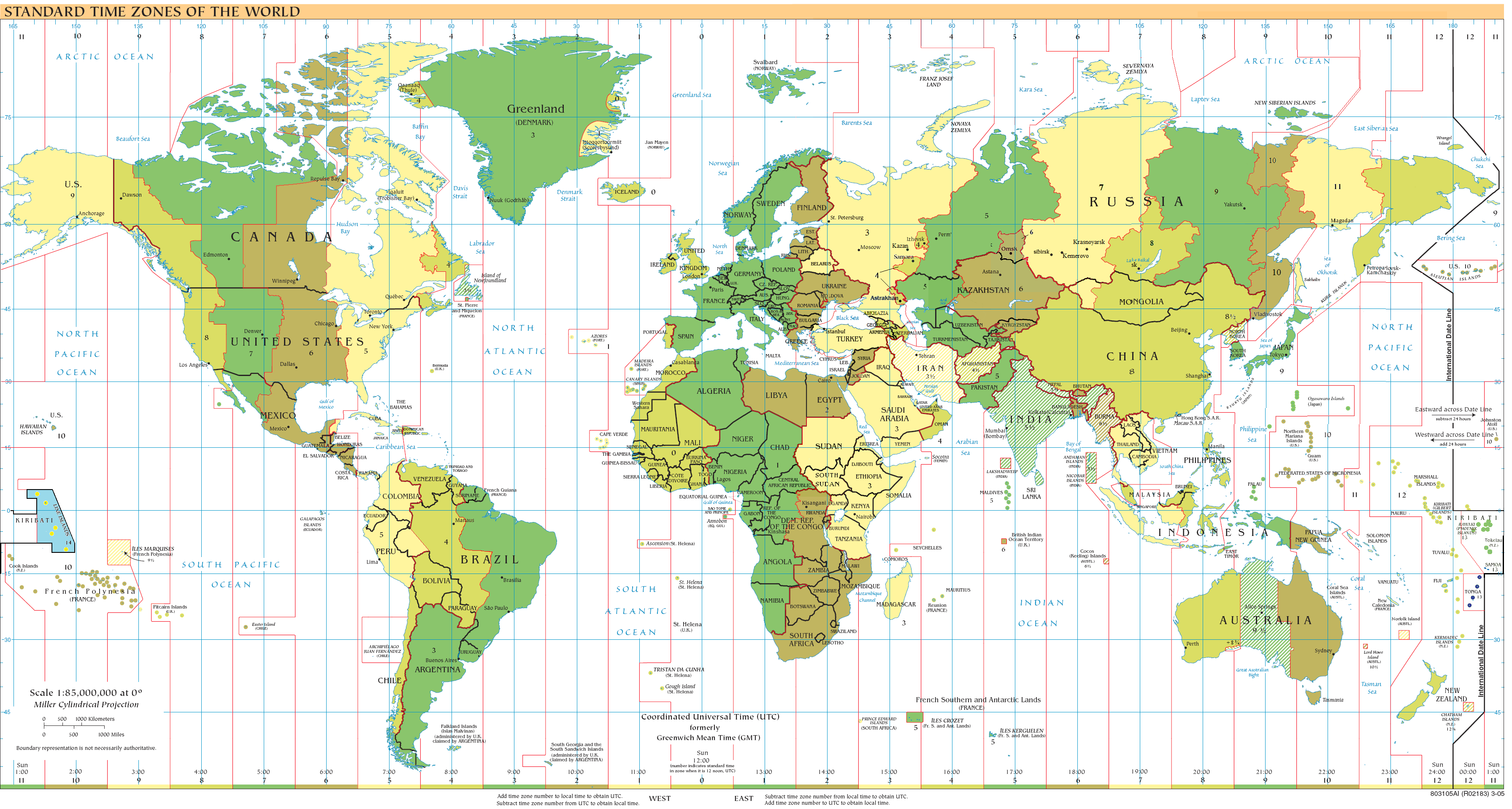
UTC+14: آبی (دسامبر), نارنجی (ژوئن), زرد (تمام سال), آبی روشن - محدوده دریا

هم‌اکنون زمان‌بندی گرینویچ به علاوه۱۴:۰۰+ (به انگلیسی: UTC+14:00) برای اندازه‌گیری زمان کاربرد دارد.

## زمان استاندارد در تمام سال
- کیریباتی
  - جزایر لاین - شامل کریتیماتی (جزیره کریسمس)
    - داده‌های منطقه زمانیبه عنوان آرام/کریتیماتی شناخته می‌شود.